# Województwo przemyskie
Województwo przemyskie – jednostka podziału administracyjnego istniejąca w latach 1975–1998. Położone w południowo-wschodniej części Polski, przy granicy z ZSRR (od 1991 r. z Ukrainą). Graniczyło od zachodu z województwem rzeszowskim, od północy z zamojskim, a od południa z krośnieńskim. Siedzibą władz województwa był Przemyśl.
Po reformie administracyjnej w 1999 r. zostało w całości włączone do województwa podkarpackiego.

## Urzędy Rejonowe
- Urząd Rejonowy w Jarosławiu dla gmin: Chłopice, Jarosław, Laszki, Pawłosiów, Pruchnik, Radymno, Rokietnica, Roźwienica i Wiązownica oraz miast Jarosław i Radymno
- Urząd Rejonowy w Lubaczowie dla gmin: Cieszanów, Horyniec, Lubaczów, Narol, Oleszyce, Stary Dzików i Wielkie Oczy oraz miasta Lubaczów
- Urząd Rejonowy w Przemyślu dla gmin: Bircza, Dubiecko, Dynów, Fredropol, Krasiczyn, Krzywcza, Medyka, Orły, Przemyśl, Stubno i Żurawica oraz miast Dynów i Przemyśl
- Urząd Rejonowy w Przeworsku dla gmin: Adamówka, Gać, Jawornik Polski, Kańczuga, Przeworsk, Sieniawa, Tryńcza i Zarzecze oraz miasta Przeworsk

### Miasta
Ludność 31.12.1998
- Przemyśl – 68 455
- Jarosław – 41 880
- Przeworsk – 16 456
- Lubaczów – 12 756
- Dynów – 6000
- Radymno – 5600
- Kańczuga – 3180
- Oleszyce – 3150
- Narol – 2100
- Sieniawa – 2100
- Cieszanów – 1900

### Ludność w latach
| Rok                    | Liczba mieszkańców |
| ---------------------- | ------------------ |
| 1975 (31 grudnia)      | 374,3 tys.         |
| 1976 (31 grudnia)      | 375,5 tys.         |
| 1977 (31 grudnia)      | 377,5 tys.         |
| 1978 (spis powszechny) | 376 378            |
| 1978 (31 grudnia)      | 376,7 tys.         |
| 1979 (31 grudnia)      | 378,1 tys.         |
| 1980 (31 grudnia)      | 380 tys.           |
| 1983 (31 grudnia)      | 389,4 tys.         |
| 1985 (31 grudnia)      | 395,9 tys.         |
| 1986                   | 398,1 tys.         |
| 1987                   | 400,5 tys.         |
| 1988                   | 402,4 tys.         |
| 1989 (31 grudnia)      | 405,1 tys.         |
| 1990 (30 czerwca)      | 405,8 tys.         |
| 1990 (31 grudnia)      | 406,8 tys.         |
| 1991 (31 grudnia)      | 408,3 tys.         |
| 1992 (31 grudnia)      | 411,5 tys.         |
| 1993 (30 czerwca)      | 412 tys.           |
| 1994 (31 grudnia)      | 414,1 tys.         |
| 1995 (30 czerwca)      | 414,1 tys.         |
| 1995 (31 grudnia)      | 414,6 tys.         |
| 1997 (31 grudnia)      | 415,5 tys.         |